# Oonops caecus
Espèce
Oonops caecus est une espèce d'araignées aranéomorphes de la famille des Oonopidae.

## Distribution
Cette espèce est endémique du Lesotho.

## Publication originale
- Benoit, 1975 : Notules arachnologiques africaines. IV. Revue de Zoologie Africaine, vol. 89, p. 925-933.